# Will Stevens (autocoureur)
William (Will) Stevens (Rochford, Essex, 28 juni 1991) is een Brits autocoureur. In 2013 en 2014 was hij ook lid van het opleidingsprogramma van het Formule 1-team Caterham, het team waarvoor hij tijdens de Grand Prix van Abu Dhabi zijn Formule 1-debuut maakte.

## Carrière

### Vroege carrière
In 2003 begon Stevens zijn carrière in het karting, waar hij tot 2008 actief was. Dat jaar stapte hij over naar het formuleracing in de Formule Junior FR2.0 Portugal Winter Series voor het team Fortec Motorsport. Ook nam hij die winter deel aan de Toyota Racing Series, waar hij met 491 punten als negende eindigde in het kampioenschap.

### Formule Renault
In 2009 reed Stevens zijn eerste volledige jaar in formulewagens, in de Formule Renault BARC voor het team Fortec. Hij eindigde met 247 punten op de zevende plaats in het kampioenschap.
In 2010 blijft Stevens rijden in de Formule Renault BARC, maar nu voor het team Manor Competition. Hij wist twee overwinningen te behalen en eindigde hierdoor als vierde in het kampioenschap met 397 punten. Dat jaar reed hij ook nog gastraces in de Formule Renault 2.0 NEC en in de Eurocup Formule Renault 2.0, met één overwinning in de Noord-Europese Cup.
In 2011 rijdt Stevens een volledig seizoen in de Eurocup voor Fortec. Hij behaalde één overwinning op het Motorland Aragón en eindigde hiermee als vierde in het kampioenschap met 116 punten, achter Robin Frijns en de Red Bull Junior Team-coureurs Carlos Sainz jr. en Daniil Kvjat.
In 2012 stapt Stevens over naar het hoogste World Series by Renault-niveau, de Formule Renault 3.5 Series voor het team Carlin met Kevin Magnussen als teamgenoot. Hij finishte één keer op het podium in de tweede race op de Hungaroring en eindigde mede hierdoor als twaalfde in het kampioenschap met 59 punten.
In 2013 blijft Stevens in de Formule Renault 3.5 rijden, maar stapt hij over naar het team P1 Motorsport. Hij krijgt hier voormalig GP3-coureur Matias Laine als teamgenoot. Met vijf podiumplaatsen eindigde hij als vierde in het kampioenschap achter Kevin Magnussen, Stoffel Vandoorne en António Félix da Costa.
In 2014 neemt Stevens voor een derde seizoen deel in de Formule Renault 3.5. Hij blijft rijden voor P1, dat is overgenomen door Strakka Racing. In de eerste race van het seizoen op het Autodromo Nazionale Monza behaalde hij zijn eerste overwinning en voegde daar tijdens het laatste raceweekend op het Circuito Permanente de Jerez een tweede aan toe. Hierdoor eindigde hij als zesde in het kampioenschap met 122 punten.

### Formule 1

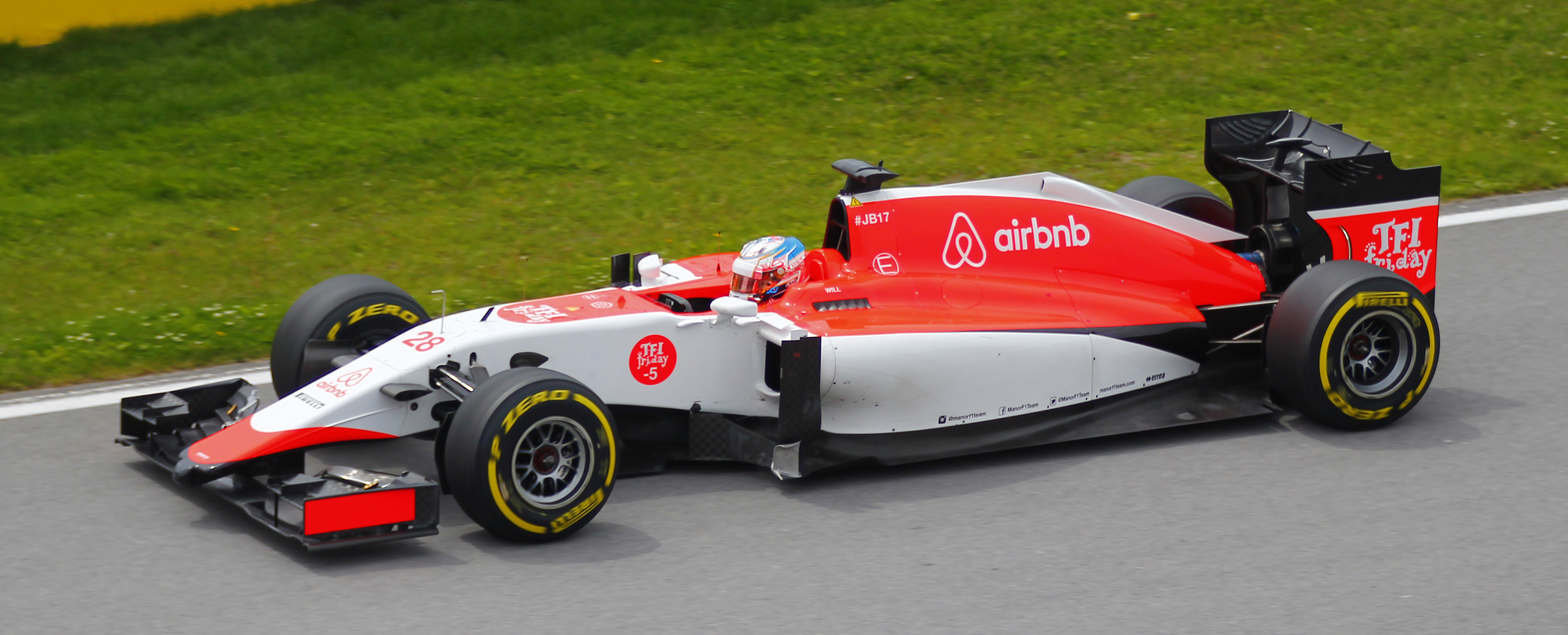
Stevens in de MR03B.

Tijdens de Grand Prix van Abu Dhabi in 2014 maakte Stevens zijn debuut in de Formule 1 voor het team van Caterham, waar hij het gehele jaar al als testrijder fungeerde. Hij verving hier Marcus Ericsson, die zijn contract had beëindigd vanwege de financiële situatie van het team, en was de teamgenoot van Kamui Kobayashi.
In 2015 werd Stevens bevestigd als coureur bij Marussia, dat haar naam inmiddels heeft veranderd naar Manor Marussia F1 Team. De deelname van het team was onder voorbehoud, aangezien het net als Caterham aan het eind van 2014 in financiële problemen kwam. Uiteindelijk reisde Marussia met Stevens en Roberto Merhi als coureurs af naar Australië, maar ze namen wegens tijdgebrek aan geen enkele sessie deel.

## Formule 1-carrière
| Jaar/Jaren | Team     |
| ---------- | -------- |
| 2014       | Caterham |
| 2015       | Manor    |

|                       | 2014 | 2015 | Totaal |
| --------------------- | ---- | ---- | ------ |
| Aantal races          | 1    | 19   | 20     |
| Aantal zeges          | 0    | 0    | 0      |
| Aantal pole-positions | 0    | 0    | 0      |
| Aantal snelste ronden | 0    | 0    | 0      |
| Aantal podiumplaatsen | 0    | 0    | 0      |
| Aantal WK-punten      | 0    | 0    | 0      |
| Eindstand WK          | 23   | 21   |        |

#### Totale Formule 1-resultaten
| Seizoen | Inschrijving           | Chassis       | Motor                         | 1       | 2       | 3      | 4      | 5      | 6      | 7      | 8       | 9      | 10     | 11     | 12     | 13     | 14     | 15     | 16      | 17     | 18     | 19     | Pos | Punten |
| ------- | ---------------------- | ------------- | ----------------------------- | ------- | ------- | ------ | ------ | ------ | ------ | ------ | ------- | ------ | ------ | ------ | ------ | ------ | ------ | ------ | ------- | ------ | ------ | ------ | --- | ------ |
| 2014    | Caterham F1 Team       | Caterham CT05 | Renault Energy F1-2014 1.6 V6 | AUS     | MAL     | BHR    | CHN    | SPA    | MON    | CAN    | OOS     | GBR    | DUI    | HON    | BEL    | ITA    | SIN    | JPN    | RUS     | VST    | BRA    | ABU 17 | 23  | 0      |
| 2015    | Manor Marussia F1 Team | Marussia MR03 | Ferrari 059/3 V6              | AUS DNP | MAL DNS | CHN 15 | BHR 16 | SPA 17 | MON 17 | CAN 17 | OOS DNF | GBR 13 | HON 16 | BEL 16 | ITA 15 | SIN 15 | JPN 19 | RUS 14 | VST DNF | MEX 16 | BRA 17 | ABU 18 | 21  | 0      |